# Wilhelm Nindemann

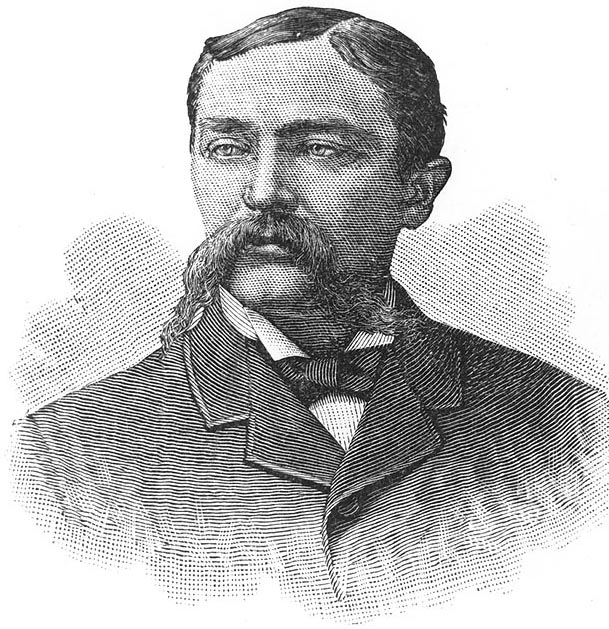
Wilhelm Nindemann um 1884

Wilhelm (William) Friedrich Carl Nindemann (* 22. April 1850 in Gingst auf Rügen; † 6. Mai 1913 in New York City) war ein deutsch-amerikanischer Seemann und Polarfahrer. Er nahm an drei US-amerikanischen Arktisexpeditionen teil.

## Erste Jahre auf See
Wilhelm Nindemann wurde in Gingst auf Rügen als Sohn von Ernst und Martha Nindemann geboren. Mütterlicherseits entstammte er einer Familie von Seeleuten. Im Alter von 14 Jahren heuerte er bei seinem Onkel in Wittow an, um auf dessen Schoner Nord- und Ostsee zu befahren. Er wechselte mehrmals das Schiff, bevor er auf einem Passagierschiff Dienst tat und einige Male zwischen Antwerpen und New York pendelte. 1867 gehörte er zur Mannschaft der Meteor, der Jacht des US-amerikanischen Tabakwarenfabrikanten George L. Lorillard (1843–1892), als diese vor der nordafrikanischen Küste sank. Zwar forderte das Unglück keine Opfer, die Schiffbrüchigen gerieten aber in die Gefangenschaft tunesischer Araber, die Lösegeld für ihre Freilassung forderten. 1868 fuhr Nindemann auf der Hornet, die Waffen und Munition an die kubanischen Aufständischen im Zehnjährigen Krieg gegen Spanien lieferte.

## Polaris-Expedition 1871–1873

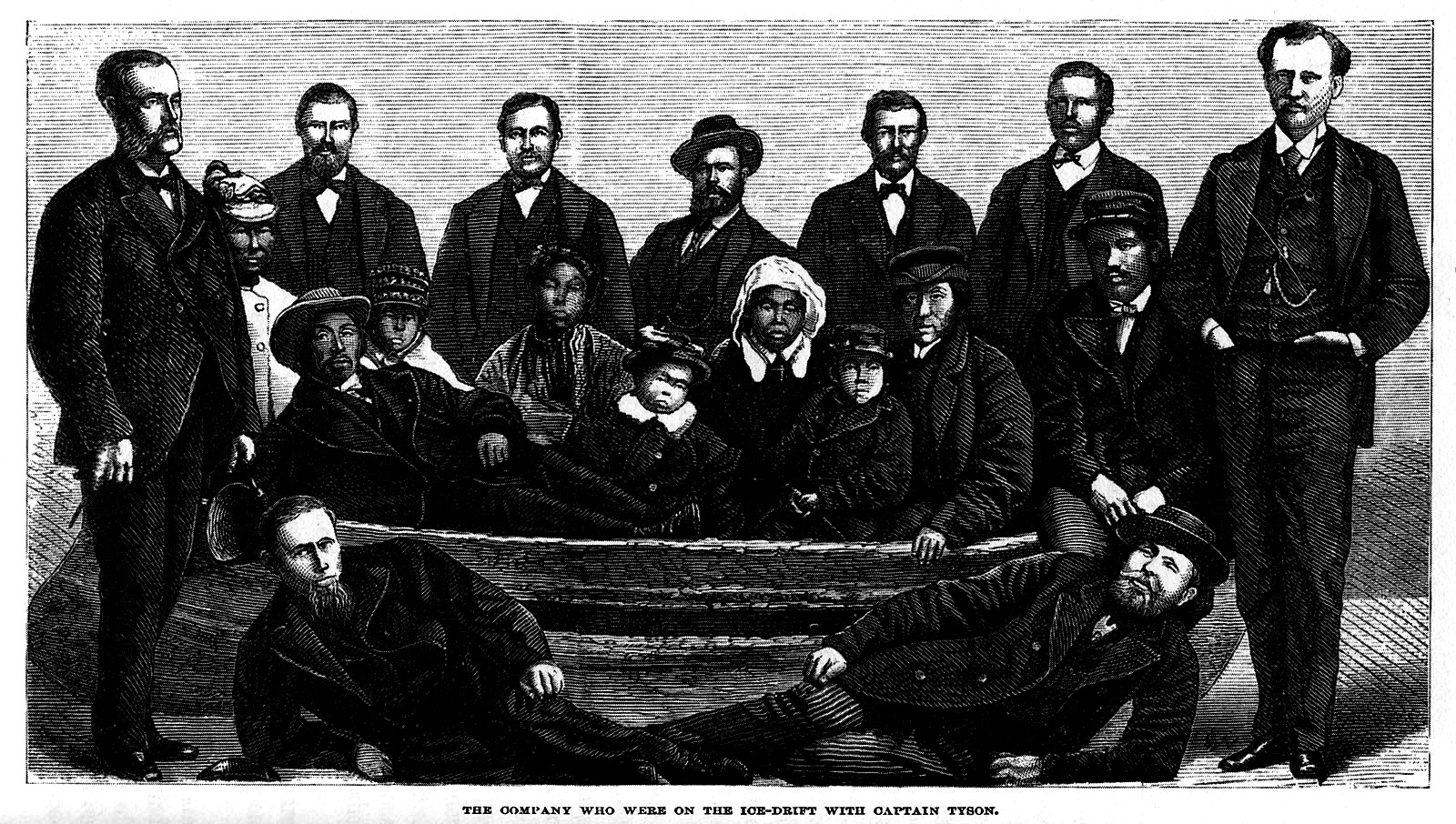
Die Überlebenden der Drift auf der Eisscholle 1873. Nindemann steht in der hinteren Reihe links neben dem Mann mit dem Hut

1871 heuerte Nindemann auf der Polaris an, die unter dem Kommando von Charles Francis Hall durch den Smithsund Richtung geographischen Nordpol fuhr, den man in einem eisfreien Meer vermutete. Nindemann war einer von mehreren deutschen Expeditionsteilnehmern. Er zeichnete sich durch besonderen Mut aus und übernahm freiwillig besonders schwere und gefährliche Aufgaben. Es gelang der Expedition, den Robeson-Kanal zwischen Ellesmere Island und Grönland zu durchfahren und damit weiter nach Norden vorzustoßen als alle ihre Vorgänger. Überschattet war die Expedition vom rätselhaften Tod Halls. Durch unglückliche Umstände wurden Nindemann und 18 weitere Expeditionsteilnehmer im Oktober 1872 vom Schiff getrennt und trieben auf einer Eisscholle bis vor die Küste der Halbinsel Labrador, wo sie am 30. April 1873 vom Robbenfänger Tigress gerettet wurden. Da noch 14 Mann an Bord der Polaris geblieben waren, kaufte die amerikanische Regierung die Tigress und schickte sie zu deren Rettung in den Norden zurück. Nindemann meldete sich freiwillig zu dieser Rettungsexpedition und fuhr im Sommer 1873 erneut in den Smithsund. Auf der Littleton-Insel entdeckten sie eine von den Polaris-Männern gebaute Hütte, und von den Inuit erfuhren sie, dass die Männer sich Boote gebaut und damit nach Süden gefahren waren, wo sie später vom schottischen Walfänger Ravenscraig gerettet wurden.

## Jeannette-Expedition 1879–1881

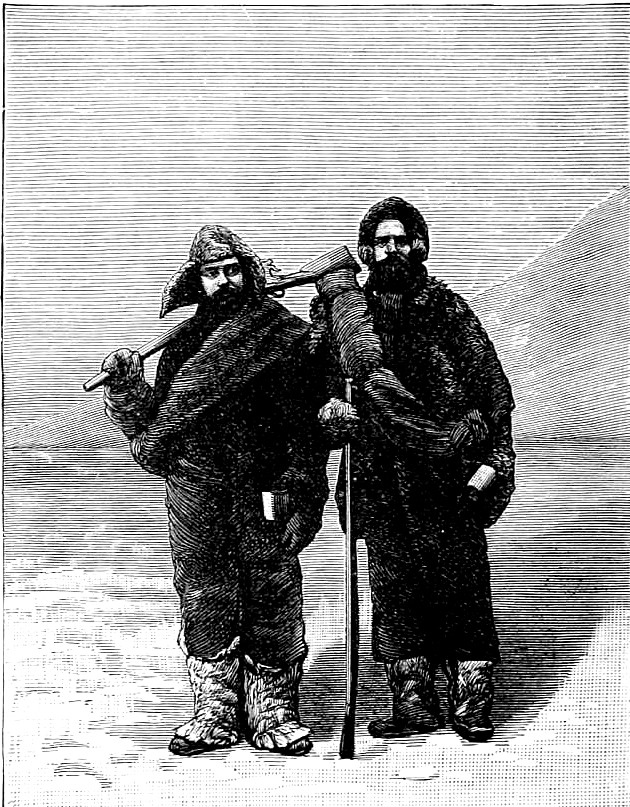
Noros und Nindemann (rechts) 1881

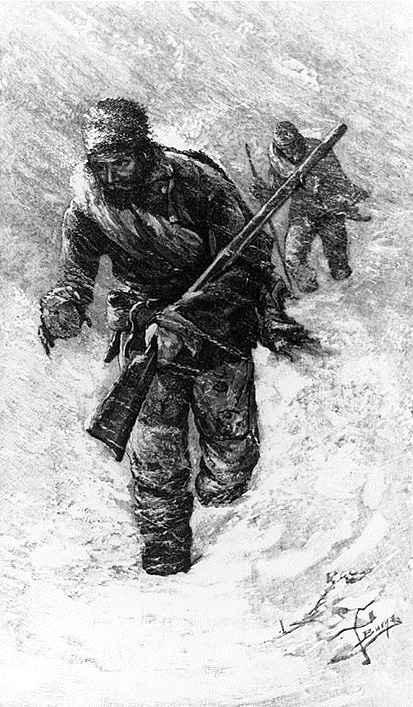
Nindemann (vorn) und Noros 1881

1879 rüstete der US-amerikanische Zeitungsmagnat James Gordon Bennett Jr. das Schiff Jeannette für eine Arktis-Expedition aus, deren erklärtes Ziel es war, Adolf Erik Nordenskiöld zu Hilfe zu kommen, der im russischen Auftrag mit der Vega auf dem Weg durch die Nordostpassage war. George Washington DeLong, der Leiter des Unternehmens, dessen eigentliches Ziel der Nordpol war, nahm den erfahrenen Nindemann, der am 25. März des Jahres US-amerikanischer Staatsbürger geworden war, in seine Mannschaft auf. Als DeLong nach dem Passieren der Beringstraße erfuhr, dass die Vega diese bereits passiert hatte, nahm er Kurs auf die Wrangel-Insel, die noch wenig erforscht war. Bevor er diese oder die kleinere Herald-Insel erreichte, wurde das Schiff vom Packeis eingeschlossen und während der nächsten 21 Monate nicht wieder freigegeben. Unter dem Pressdruck des Eises wurde die Jeannette im Januar 1880 undicht, und DeLong bereitete bereits das Verlassen des Schiffs vor, als es Nindemanns gelang, im Eiswasser stehend die sich öffnenden Risse zu verstopfen und das Schiff vorerst zu retten. Während der Drift entdeckte die Expedition die Henrietta- und die Jeannette-Insel. Im Juni 1881 sank das Schiff, und die Männer versuchten, mit Schlitten und Booten die sibirische Küste zu erreichen. Am 29. Juli entdeckten sie die Bennett-Insel und ließen bald darauf die Schlitten zurück, da das Meereis immer brüchiger wurde. Als die drei Boote in einem nächtlichen Sturm getrennt wurden, befand Nindemann sich in demjenigen, das von DeLong selbst befehligt wurde. Am 17. September landeten sie an der nördlichen Spitze des Lenadeltas. Auf der erfolglosen Suche nach Ortschaften drangen sie langsam nach Süden vor, wobei ihnen die Kräfte schwanden und der Proviant ausging. Am 9. Oktober schickte DeLong die beiden kräftigsten Männer, Nindemann und Louis Philippe Noros (1850–1927), mit 40 ml Alkohol als einziger Nahrung voraus, um Hilfe zu holen. Am 22. Oktober stießen diese auf Einheimische, konnten sich aber nicht verständlich machen, so dass die Suche nach DeLongs Gruppe erst am 3. November begann, als Nindemann auf George Wallace Melville (1841–1912) traf, dessen Gruppe sich vollzählig hatte retten können. DeLong war zu diesem Zeitpunkt bereits tot. Er wurde erst am 23. März 1882 von Melville und Nindemann gefunden.
Für ihren Einsatz bei der Suche nach DeLong wurden Nindemann, Melville und sechs weitere Überlebende der Jeannette-Expedition am 30. September 1890 mit der Congressional Gold Medal ausgezeichnet. Der Kongress beschloss außerdem, Wilhelm Nindemann eine Unterstützung von 4.000 US-Dollar zu gewähren. Damit wurde anerkannt, dass Nindemann, obwohl er nur als Seemann angeheuert hatte, die Mannschaft der Jeannette durch seine handwerklichen Fähigkeiten gerettet hatte, als das Schiff im Eis eingefroren war. Sein kontinuierlicher verdienstvoller Einsatz an Bord würde es rechtfertigen, ihm zusätzlich zur Seemannsheuer eine Vergütung für die Tätigkeit als Schiffszimmermann zu zahlen.

## Zweite Lebenshälfte
Nindemann arbeitete nach seiner Rückkehr aus Sibirien als Segelmacher im Kriegshafen von Brooklyn. Am Ende der 1890er Jahre wurde er ein enger Mitarbeiter von John Philip Holland, dem Gründer der Holland Torpedo Boat Company und erfolgreichen Konstrukteur militärischer Unterseeboote. Nindemann arbeitete als Bordschütze auf Hollands Prototypen, beschäftigte sich in dieser Zeit aber auch mit der Entwicklung nautischer Geräte zur Anzeige und Aufzeichnung des Stampfens und Schlingerns von Schiffen. Während des Russisch-Japanischen Kriegs überführte er U-Boote nach Japan.

## Privates
1883 heiratete Wilhelm Nindemann die ebenfalls deutschstämmige Anna M. Newman (1858–1896). Das Paar hatte die Söhne Fred (* 1885), William (1893–1912) und Ernest (* 1896). Zwei Tage nach der Geburt ihres Sohnes Ernest starb Anna Nindemann. Ein Jahr vor Wilhelm Nindemanns Tod verunglückte sein Sohn William, Student am Rensselaer Polytechnic Institute, beim Kanufahren auf dem Hudson River. Nindemanns Grab befindet sich auf dem Cypress Hills Cemetery in Brooklyn, New York City.

## Schriften
- Eines deutschen Matrosen Nordpolfahrten. Wilhelm Nindemann’s Erinnerungen an die Nordpolexpeditionen der „Polaris“ und „Jeannette“, herausgegeben von Karl Knortz, Verlags-Magazin, Zürich 1885. (Digitalisat)